# Ana Marcela Cunha
Pour les articles homonymes, voir Cunha.
Ana Marcela Cunha, née le 23 mars 1992 à Salvador de Bahia, est une nageuse brésilienne, spécialiste des épreuves de nage en eau libre.

## Carrière sportive
En 2006, alors âgée de 14 ans, elle remporte deux médailles d'or aux Championnats d'Amérique du sud au 5 kilomètres puis au 10 kilomètres.
En 2008, elle a représenté le Brésil aux Jeux olympiques de Pékin, dans l'épreuve du 10 km où elle prend la cinquième place finale avec un temps de 1 h 59 min 36 s 8.
Aux Championnats du monde 2011, elle est titrée lors du 25 kilomètres, et devient donc la première nageuse brésilienne à obtenir l'or mondial en eau libre. Cette année, elle a gagné la Coupe du monde de natation eau libre et a été désignée nageuse en eau libre de l'année 2010,.
En 2013, elle ajoute deux nouvelles médailles mondiales à son palmarès, à Barcelone obtenant l'argent au 10 km et le bronze au 5 km.
Aux Championnats du monde de natation 2015 à Kazan, elle a remporté la médaille de bronze au 5 km en eau libre, la médaille d'argent au 5 km par équipe et la médaille de bronze au 10 km,,,,.
En remportant trois médailles lors des championnats du monde 2017 sur le lac Balaton en Hongrie, dont le titre sur le 25 kilomètres, elle égale le record du nombre de médailles mondiales pour une nageuse en eau libre, égalant le record de neuf médailles alors détenu par la Néerlandaise Edith van Dijk. Les deux femmes détiennent trois médailles d'or, deux d'argent et quatre de bronze.
Le 17 juillet 2019, elle remporte la médaille d'or du 5 km en eau libre lors des Championnats du monde de natation à Gwangju, en Corée du Sud.

## Palmarès

### Jeux olympiques
- Jeux olympiques d'été de 2020 à Tokyo (Japon) :
  -  Médaille d'or sur 10 km eau libre

### Championnats du monde
- Championnats du monde 2011 à Shanghai (Chine) :
  -  Médaille d'or du 25 km en eau libre
- Championnats du monde 2013 à Barcelone (Espagne) :  
  -  Médaille de bronze du 5 km en eau libre
  -  Médaille d'argent du 10 km en eau libre
- Championnats du monde 2015 à Kazan (Russie) :
  -  Médaille d'or du 25 km en eau libre
  -  Médaille d'argent du relais mixte en eau libre
  -  Médaille de bronze du 10 km en eau libre
- Championnats du monde 2017 à Budapest (Hongrie) :
  -  Médaille d'or du 25 km en eau libre
  -  Médaille de bronze du 10 km en eau libre
  -  Médaille de bronze du 5 km en eau libre
- Championnats du monde 2019 à Gwangju (Corée du Sud) :
  -  Médaille d'or du 5 km en eau libre
  -  Médaille d'or du 25 km en eau libre
- Championnats du monde 2022 à Budapest (Hongrie) :
  -  Médaille d'or du 5 km en eau libre
  -  Médaille d'or du 25 km en eau libre
  -  Médaille de bronze du 10 km en eau libre
- Championnats du monde 2023 à Fukuoka (Japon) :
  -  Médaille de bronze du 5 km en eau libre
- Championnats du monde 2024 à Doha (Qatar) :
  -  Médaille de bronze du 5 km en eau libre

### Jeux mondiaux de plage
- Jeux mondiaux de plage de 2019 à Doha ( Qatar):
  -  Médaille d'or du 5 km en eau libre